# Dysderina montana
Dysderina montana là một loài nhện trong họ Oonopidae.
Loài này thuộc chi Dysderina. Dysderina montana được Eugen von Keyserling miêu tả năm 1883.